# Johann Jacob Hermann
Johann Jacob Hermann (* 4. Oktober 1844 in Hermershausen, heute Stadtteil von Marburg; † 16. Januar 1899 ebenda) war ein deutscher Kommunalpolitiker (Bürgermeister) und Abgeordneter des Provinziallandtages der preußischen Provinz Hessen-Nassau.

## Leben
Johann Hermann war der Sohn des Ackermanns Johannes Hermann und dessen Ehefrau Christine Lemmer. Er führte den von seinen Eltern übernommenen Landwirtschaftsbetrieb und war politisch engagiert. Hermann wurde in seinem Heimatort Bürgermeister und erhielt  1886 einen mit  dieser Funktion verbundenen Sitz im Kurhessischen Kommunallandtag des Regierungsbezirks Kassel, aus dessen Mitte er zum Abgeordneten des Provinziallandtages der Provinz Hessen-Nassau bestimmt wurde. Er war hier im Landesausschuss tätig und blieb bis zum Jahre 1897 in den Parlamenten.